# Dick Bros Record Company
La Dick Brothers Record Company è stata un'etichetta discografica indipendente fondata da Fish con sede a Haddington, East Lothian, in Scozia. La compagnia è stata attiva tra il 1993 ed il 1998 dopo l'insuccesso di Sunsets on Empire di Fish, che successivamente fonda la Chocolate Frog Records Company.

## Discografia
- DDick1 Various Artists The Funny Farm Project - Outpatients '93 (1993)
- DDick2 Fish Sushi (1993)
- DDick3 Fish Lady Let it Lie (1994)
- DDick4 Fish Suits (1994)
- DDick5 Fish No Dummy (unreleased) (1994)
- DDick6 Fish Acoustic Sessions (1994)
- DDick7 Dream Disciples In Amber
- DDick8 Fish Fortunes of War (1994)
- DDick9 Fish Emperors Song (1994)
- DDick10 Dream Disciples In Amber (1994)
- DDick11 Fish Yin and Yang (Fish albums) (1995)
- DDick12 Fish Yin and Yang (Fish albums) (1995)
- DDick13 Fish Yin and Yang Radio Edits (1995)
- DDick14 Fish ft Sam Brown Just Good Friends (1995)
- DDick15 Fish Funny Farm Interview (1995)
- DDick16 Fish Pigpen's Birthday (re-release) (1996)
- DDick17 Fish Uncle Fish and the Crypt Creepers (re-release) (1996)
- DDick18 Fish Fish Head Curry(1996)
- DDick19 Fish Krakow (1996)
- DDick20 Fish Krakow Radio Edits (1996)
- DDick21 Fish Krakow Electric Set (Video) (1996)
- DDick22 Fish Krakow Acoustic Set (Video) (1996)
- DDick23 Tam White Man Dancin' (1996)
- DDick24 Fish Brother 52 (1997)
- DDick25 Fish Sunsets on Empire (1997)
- DDick26 Fish Sunsets on Empire 2CD Digipak (1997)
- DDick27 Fish Change of Heart (1997)
- DDick28 Fish Vigil in a Wilderness of Mirrors (Remastered) (1998)
- DDick29 Fish Tales from the Big Bus (1998)
- DDick30 Fish Fortunes of War (1998)